# Castello di Pogradec
Il castello di Pogradec (in albanese Kalaja e Pogradecit) si trova sulla sommità della collina, nella parte occidentale della città di Pogradec, ad un'altitudine di 205 metri sopra il livello del lago di Ocrida. È abitato dal sec. V a.C., mentre nel sec IV a.C. fu dotato di mura difensive. È stato abitato per 1400 anni, essendo una delle prime fortezze illirico-albanesi.